# Ви (певец)
Ким Те-хьонг (на корейски: 김태형; коригирана романизация на корейския език: Kim Tae-Hyung), известен като Ви (V) е южнокорейски певец, танцьор, композитор и актьор. Ви става известен като член групата BTS, с която дебютира през 2013 г.

## Биография
Ким Те-Хьонг е роден в Дегу, Южна Корея на 30 декември 1995 година. Семейството му се състои от родителите му, по-малка сестра и по-малък брат. Когато е дете, неговата мечта е била да стане достоен мъж, също като баща си. Той е отгледан от баба си и дядо си в тяхната ферма за ягоди.
Един от най-трудните му моменти в живота е бил смъртта на баба му. По време на BTS 3rd Muster на 12 ноември 2016 година, той обявява пред феновете си, че баба му си е отишла от този свят. Мъката му е била още по-силна, защото не е могъл да отиде на погребението ѝ заради промоциите на „Blood, Sweat & Tears“. След това сърцераздирателно откровение, той благодари на останалите членове на BTS и феновете си за невероятната подкрепа, която го е държала силен.
По време на тийнейджърските си години, започва да се интересува от музика, въпреки че семейството му е било против това. След дълги разговори, баща му решава да го подкрепи, но при едно условие – да се научи да свири на музикален инструмент. И така той се учи да свири на саксофон 3 години.
През 2011 година се явява и минава прослушването на Big Hit Entertainment в Дегу. През тренировъчните си години той остава загадка за феновете на BTS. Има доста теории защо Big Hit са криели за съществуването на 7-и член, като една от тях е неувереността и несигурността на Ви. Едва на 2 юни 2013 година, Big Hit Entertainment постват тийзърни снимки на Ви, към дебютния им сингъл No More Dream, като удивляват феновете си със съществуването на още един член. Но независимо от това, той се радва на внимание и любов от всичките си фенове.

## Кариера

### BTS
На 13 юни 2013 година, Ви дебютира като член на BTS, с песента No More Dream, която е главна песен от албума 2 Cool 4 Skool. 
Първите си стъпки в правенето на песни, той прави в албума – The Most Beautiful Moment in Life, Part 1, където взима участие в написването и продуцирането на песента „Hold Me Tight.“ Той прави същото със соло песента си „Stigma“, от албума Wings. Тя се класира на 26-о място в класацията на Gaon Music Chart и на 10-о място в Billboard World Digital Singles Chart. Част от репертоара му са неофициалният кавър на песента на Adele „Someone Like You“, и „Hug Me“, където си партнира с J-Hope.

### Солова кариера
На 28 февруари 2016, Big Hit Entertainment обявява, че Ви ще дебютира като актьор, използвайки истинското си име в историческата драма на KBS2 Hwarang: The Beginning. На 26 ноември 2016 е оповествено, че Ви ще си сътрудничи с колегата си от BTS – Джин в записването на песента „Even If I Die, It's You“, част от саундрака на Hwarang. На 8 юни 2017, по случай „BTS FESTA 2017“, той издава соло песен „4 O'Clock“, в която участва и RM.

## Дискография

### Песен
| Заглавие                                                                            | Година | Позиция в музикалните класации | Позиция в музикалните класации | Продажба       | Албум                     |
| Заглавие                                                                            | Година | KOR Gaon                       | US World                       | Продажба       | Албум                     |
| Соло                                                                                | Соло   | Соло                           | Соло                           | Соло           | Соло                      |
| ----------------------------------------------------------------------------------- | ------ | ------------------------------ | ------------------------------ | -------------- | ------------------------- |
| „Stigma“                                                                            | 2016   | 26                             | 10                             | - KOR: 96 222  | Wings                     |
| Саундтрак външен вид                                                                |        |                                |                                |                |                           |
| „Even If I Die, It's You“ (дует с Джин)                                             | 2016   | 34                             | 8                              | - KOR: 94 997+ | Hwarang:The Beginning OST |
| „—“ означава издания, които не попадат в класациите или не е издаден в тази област. |        |                                |                                |                |                           |

## Филмография

### Телевизионна драма
| Година | Заглавие               | Роля         | Мрежа | Бележка(и)      |
| ------ | ---------------------- | ------------ | ----- | --------------- |
| 2016   | Hwarang: The Beginning | Сук Хан-Сунг | KBS2  | Поддържаща Роля |